# Siegel Tennessees
Das Große Siegel des US-Bundesstaates Tennessee wurde am 6. Februar 1796 in der Verfassung des Staates festgelegt. Trotzdem wurde der erste Entwurf erst am 25. September 1801 festgelegt.

## Beschreibung

Flagge Tennessees

Im inneren Kreis des Siegels befindet sich die römischen Zahl XVI, weil Tennessee als 16. Staat den USA beitrat.
In der oberen Hälfte des inneren Kreises befinden sich ein Pflug, eine Weizengarbe, eine Baumwollpflanze und das Wort Agriculture (zu Deutsch: Landwirtschaft).
Die untere Hälfte des Siegels sollte ursprünglich ein Boot und einen Schiffer darstellen und darunter das Wort Commerce (zu Deutsch: Handel), es wurde jedoch zu einem etwas anderen Bootstyp gewechselt und der Schiffer weggelassen. Der Handel und Warenverkehr über den Fluss war und ist für den Staat wegen seiner drei großen Flüsse Tennessee, Cumberland und Mississippi sehr bedeutend.
Umgeben werden diese Bilder von den Worten The Great Seal of the State of Tennessee, und Feb. 6th, 1796. In späteren Gestaltungen wurden Tag und Monat weggelassen.
1987 hat die Hauptversammlung von Tennessee (Repräsentanten und Senat) das Große Siegel in einer standardisierten Version amtlich festgelegt und rechtlich angenommen.

Das ursprüngliche und das aktuelle Siegel von Tennessee im Vergleich